# Xã Lawrence, Michigan
Xã Lawrence (tiếng Anh: Lawrence Township) là một xã thuộc quận Van Buren, tiểu bang Michigan, Hoa Kỳ. Năm 2010, dân số của xã này là 3.259 người.